# 湖北诸葛菜
湖北诸葛菜（学名：Orychophragmus violaceus var. hupehensis）为十字花科诸葛菜属诸葛菜的变种。分布于中国大陆的湖北、陕西等地，生长于海拔1,000米至1,500米的地区，多生于田边以及山坡林内潮湿处，目前尚未由人工引种栽培。